# Lotta Woods
Lotta Woods (nacida Charlotte Nelson; 18 de abril de 1869-8 de septiembre de 1957) fue una guionista estadounidense. Escribió 10 películas entre los años 1921 y 1929 para Douglas Fairbanks y MGM. 

## Biografía

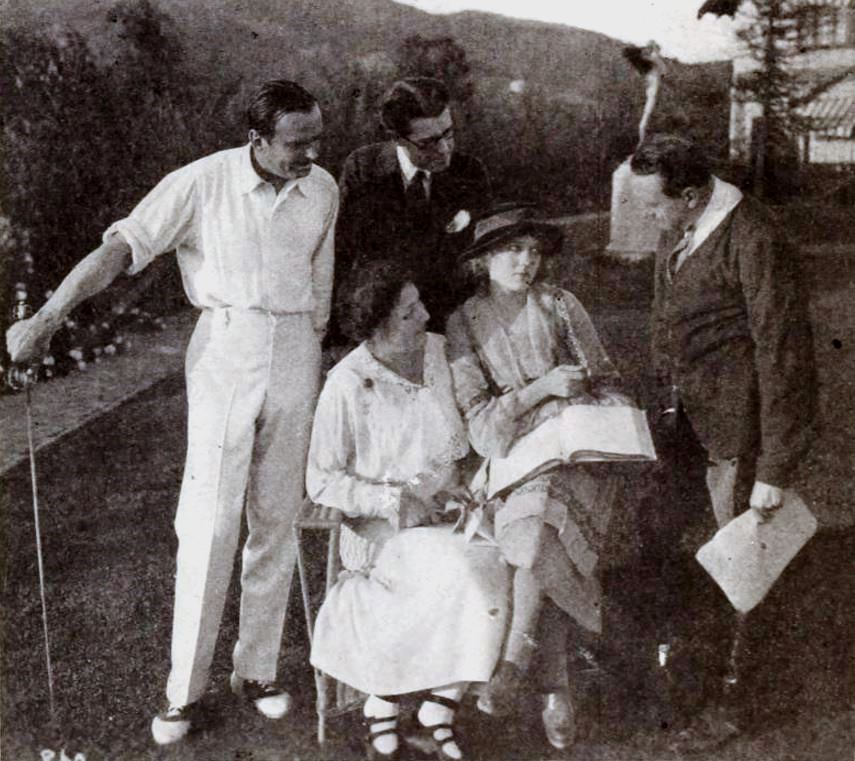
Comité asesor de guion para Los tres mosqueteros (1921) con Douglas Fairbanks, Kenneth Davenport, Lotta Woods, Mary Pickford y Edward Knoblock

Lotta nació en Alleghany, Pensilvania, hija de Normand Nelson y Orilla Akin.
Trabajó como periodista de un periódico antes de conseguir trabajo alrededor de 1919 como lectora para la compañía de Fairbanks, y eventualmente ascendió en el departamento editorial hasta convertirse en editora jefa de escenarios. Posteriormente firmó un contrato de larga duración con la MGM como "guionista de títulos". Así, escribió los intertítulos de la mayoría de las películas protagonizadas por Fairbanks, así como, por ejemplo, los de la versión en inglés del estreno en Estados Unidos de 1929 del Napoleón de Abel Gance. Durante la década de 1920, fue responsable de películas como The Three Musketeers y The Fire Brigade.
En algún momento durante la década de 1910, se casó con el médico Arthur Woods, hermano del pionero del cine Frank E. Woods.
Murió en el condado de Los Ángeles, California, en 1957 a la edad de 88 años.

## Filmografía parcial
- The Nut (1921)
- Los tres mosqueteros (1921)
- El ladrón de Bagdad (1924)
- Don Q, Son of Zorro (1925)
- The Black Pirate (1926)
- The Flaming Forest (1926) (intertítulos)
- The Fire Brigade (1926) (intertítulos)
- Mr. Wu (1927) (intertítulos)
- The Gaucho (1927; como editora de guiones)